# Täufer im Harz

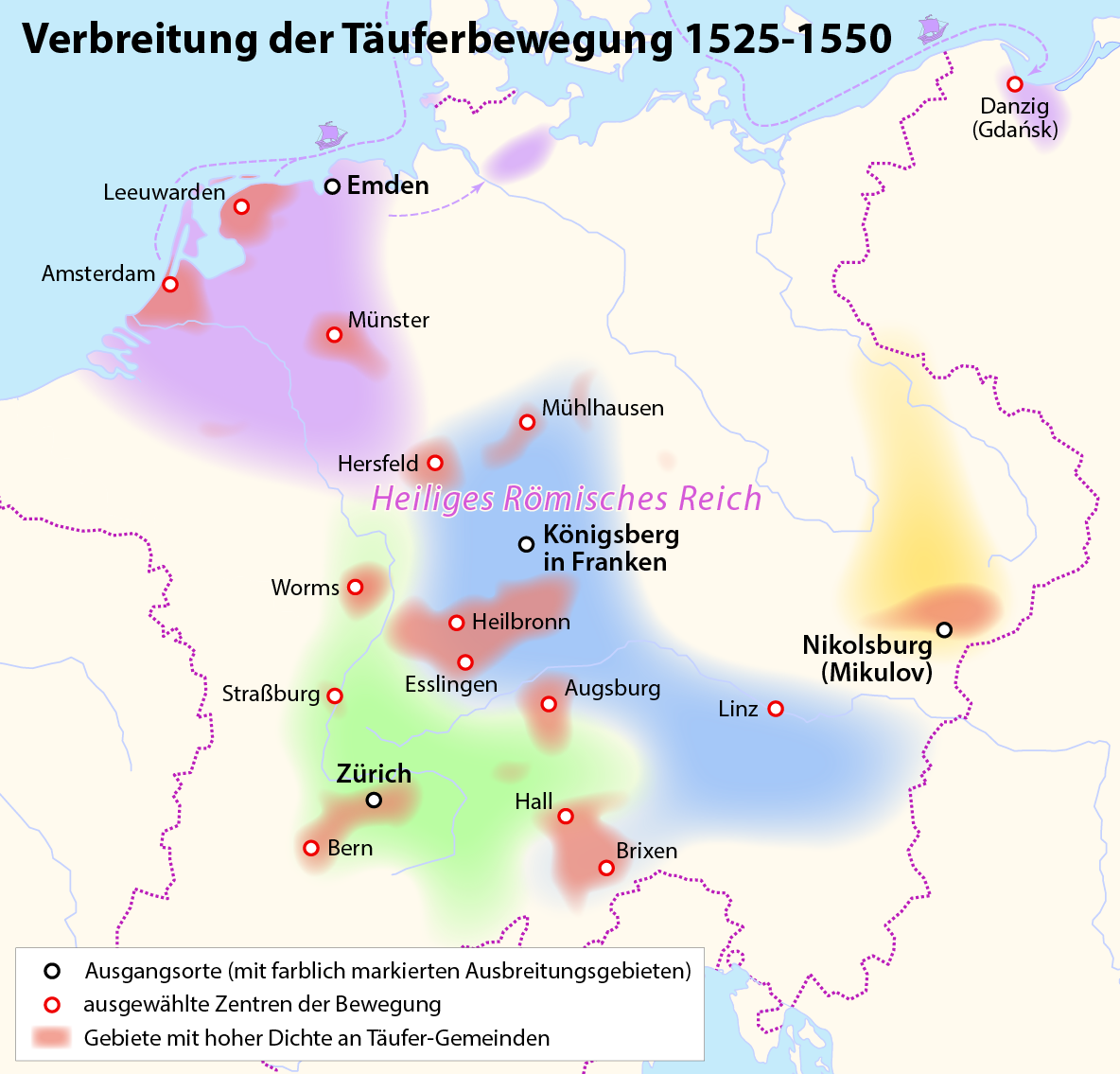
Die Täufer im Harz können der ober- und mitteldeutschen Täuferbewegung zugerechnet werden

Die Täufer im Harz sind von etwa 1527 bis Mitte des 16. Jahrhunderts bezeugt.

## Geschichte
In der Reformationszeit breitete sich auch im Harz die radikal-reformatorische Täuferbewegung aus. Erste Impulse kamen vor allem aus dem oberfränkischen Raum. Bereits um 1527 bestanden im Südharz erste Täufergruppen. Eine besondere Rolle spielte in der Frühphase der aus Stolberg stammende Lehrer Alexander. Neben ihm wirkte auch Jakob Schmiedeknecht. Erste Sammlungspunkte waren die Orte Emseloh, Lengefeld und Sangerhausen. Jedoch setzte auch im Harz schon früh eine umfassende religiöse Verfolgung ein, die die Täuferbewegung in die Illegalität zwang. Die ersten religiös motivierten Morde fanden 1530 statt, als zwei Täufer in dem sogenannten Wiedertäuferloch (auch Wiedertäuferteich) bei Liebenrode ertränkt wurden.
Ein erstes Zentrum im Südharz war die Schneidemühle bei Zorge. Hier predigte unter anderem Heinz Kraut, der in Nachfolge von Alexander viele neue Täufer im Harzer und Thüringer Raum sammeln konnte. Nachdem der erste Versammlungsort verraten worden war, kamen sie auf dem Schraubenstein, einer zwischen Riestedt und Emseloh gelegenen Wüstung, zusammen. Im September 1535 wurden die Täufer Georg Kähler und Georg Möller in Riestedt verhaftet und kurze Zeit später in Sangerhausen enthauptet.

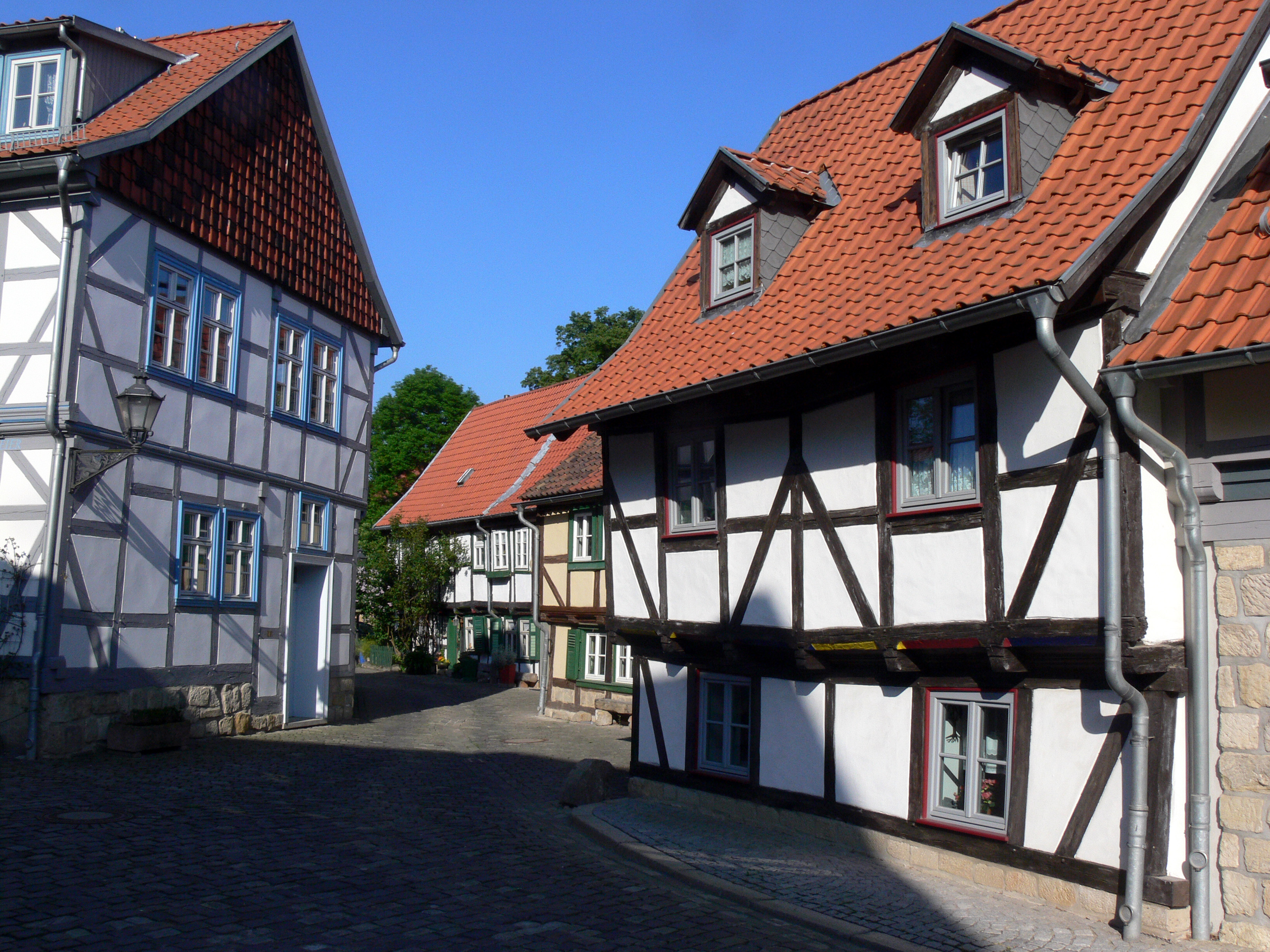
Grauer Hof in Halberstadt

Im Nordharz versammelte sich die Gemeinde zu Beginn im Pfaffenhäuslein hinter dem Dom bei Halberstadt. Hier wirkte vor allem Georg Knobloch. Im Pfaffenhäuslein soll es umfassende Gemeindeaktivitäten mit Abendmahls- und Taufgottesdiensten gegeben haben. Später traf sich die Gemeinde in den zum Kloster Michaelstein gehörenden Grauen Hof in Halberstadt. Viele der Täufer in Halberstadt wurden im September 1535 verhaftet. Trotz mehrfacher Folter (Peinliches Verhör) weigerten sich Hans Höhne, Adrian Richter und Petronella von ihren täuferischen Überzeugungen zu lösen und wurden am 8. Oktober 1535 in der Bode ertränkt. Zwei Jahre später wurde zu Brücken an der Helme Hans Linsenbusch mit dem Schwert hingerichtet. Über das weitere Schicksal der Harzer Täufer ist wenig bekannt. Über zehn Jahre später bemühte sich der unter Graf Wolfgang zu Stolberg wirkende lutherische Theologe Tileman Plathner um Amnestie für noch gefangene Täufer, die bereit waren, zur lutherischen Kirche zurückzukehren, was von vielen in Anspruch genommen wurde. Die, die nicht zu konvertieren bereit waren, mussten das Land verlassen.

## Theologie und Praxis
Aufgrund der vielen Verhörprotokolle lässt sich heute ein ungefähres Bild der Harzer Täufer und ihrer Theologie nachzeichnen. Als Namen der Gemeinschaft sind Gottesfreunde und Geliebte Gottes überliefert. Eine große Rolle spielte die Buße und innere Abkehr von der Welt. Die Taufe wurde nach Georg Köhler durchgeführt, indem der zu Taufende ein Bekenntnis sprach (Ich begehre den Bund eines guten Gewissens mit Gott und bitte um die Taufe), die Taufe Jesu durch Johannes gelesen (1,9–11 ) und schließlich der zu Taufende mit drei Kreuzen auf der Stirn mit Wasser benetzt wurde. Auch das Besprengen (Aspersion) soll es gegeben haben. Das Abendmahl (Brotbrechen) wurde als Zeichen der Gemeinschaft mit Jesu, nicht aber als Sakrament gefeiert. Ebenfalls bezeugt ist die Fußwaschung im Vorfeld des Abendmahls, wie sie noch heute in einzelnen mennonitischen Gemeinden praktiziert wird. Auch wenn die Ehe als heilig anerkannt war, stand die Gemeinde noch über der Ehegemeinschaft, so dass es auch zu Trennungen gekommen sein soll. Die Beichte vor Menschen wurde abgelehnt. Eine große Rolle spielte das gemeinsame Singen. Gebetet wurde meist frei. Doch auch das Vater Unser wurde gebetet. Im Glaubensbekenntnis wurde gelitten unter dem Bunde Pilati statt Pontio Pilato gesprochen, um auf die eigene Verfolgungssituation anzuknüpfen. Statt Predigten gab es bei den Zusammenkünften oft auch gemeinsame Gespräche. Anders als zum Beispiel bei den Hutterern wurde keine Gütergemeinschaft (Kollektiveigentum) praktiziert. Sozialrevolutionäre Ansätze wie zum Beispiel unter Thomas Müntzer gab es nicht. Jedoch wurde bewusst Distanz zu einem als höfisch empfundenen Leben gehalten. Die Kleidung war daher meist schlicht.

## Mit den Harzer Täufern verbunden
- Petronella (hingerichtet am 4. Oktober 1535) war eine Bäckersfrau; sie gehörte zur Täufergemeinde in Halberstadt.
- Heinz Kraut (hingerichtet am 26. Januar 1536) war ein Schneider aus Esperstedt; er wirkte als täuferischer Sendbote unter anderem im Südharz.